# Toubacouta
Toubacouta ist eine Gemeinde (commune) im Département Foundiougne der Region Fatick, gelegen im zentralen Westen Senegals. Sie ist Sitz der Präfektur des Arrondissement de Toubacouta und besteht aus dem namensgebenden Hauptort (chef-lieu) sowie weiteren Dörfern (villages) und Weilern (hameaux).

## Geographische Lage
Die Gemeinde Toubacouta liegt im Südwesten des Départements und reicht bis zur Grenze von Gambia. Die Westhälfte des Gemeindegebiets liegt im Saloum-Delta, einer von der Atlantikküste teilweise über 15 Kilometer weit ins Landesinnere reichende amphibischen flachen Zone, die von südlichen Seitenarmen des Saloum-Mündungsdeltas wie dem Diombos und dem Bandiala durchzogen wird. Die weit landeinwärts reichende Gezeitenströmung hat hier ein weit verzweigtes amphibisches System von Bolons wie dem Jinnak Bolon und von Mangrovenwäldern geschaffen, das sich als Îles de Bettenty zu einem wesentlichen Bestandteil des UNESCO-Welterbes Saloum-Delta gruppiert. Die dem Delta vorgelagerten Inseln, die vor der Küste liegenden kilometerweit ins Meer reichenden Sandbänke und Flachwasserzonen sowie der Forêt classée de Fathala an der Grenze zu Gambia bilden als Nationalpark Delta du Saloum den zweitgrößten Nationalpark Senegals, der von der UNESCO als Biosphärenreservat ausgewiesen wurde. Östlich davon ist die Landschaft schon Teil des Erdnussbeckens. Das Gemeindegebiet hat einschließlich der Wasserflächen eine Fläche von 729,60 km².
Der Hauptort Toubacouta liegt am linken östlichen Ufer des Bandiala und damit an der Grenze zwischen der amphibischen Zone und dem Festland, 38 Kilometer südlich der Départementspräfektur Foundiougne und 150 Kilometer südöstlich von Dakar. Die dem Hauptort nächstgelegenen Dörfer sind Bani, Soukouta, Sangako, Tabanding, Keur Aliou Gueye und Sourou. Benachbarte Kommunen sind im Uhrzeigersinn Bassoul, Djilor, Diossong und Sokone im Norden, sowie Nioro Alassane Tall und Keur Samba Guèye im Osten.

## Geschichte
Toubacouta teilt die Geschichte des Sine-Saloum und war im Dezember 1887 Schauplatz der Schlacht von Toubacouta. Mamadou Lamine Dramé, ein Marabout des Volkes der Soninke, wurde hier mit seiner Streitmacht von den französischen Kolonialtruppen besiegt und er selber wurde getötet.
Das Dorf Toubacouta war seit 1972 Hauptort einer Landgemeinde (communauté rurale) und erhielt 2014, wie in Senegal alle communautés rurales, den landesweit einheitlichen Status einer Gemeinde (commune).

## Bevölkerung
Die letzten Volkszählungen ergaben jeweils folgende Einwohnerzahlen:
| Jahr | Einwohner |
| ---- | --------- |
| 1988 | 17.862    |
| 2002 | 25.772    |
| 2013 | 34.957    |
| 2023 | 43.592    |

Nach dem Zensus 1988 umfasste die Landgemeinde Toubacouta 49 Dörfer. Der Hauptort Toubacouta hatte damals 1119 Einwohner und lag damit nach Einwohnerzahl in der Landgemeinde an dritter Stelle hinter Bettenty (2716 Einwohner) und Missirah (1703 Einwohner).

## Verkehr und Infrastruktur
Toubacouta liegt an der Nationalstraße N 5, die Kaolack durch das Hinterland des Saloumdeltas mit Banjul, der Hauptstadt des Nachbarlandes Gambia, verbindet. Die N 5 ist zugleich Teil des Dakar-Lagos-Highways, einem der Trans-African Highways.
Neben Landwirtschaft und Fischerei ist der Tourismus durch die Naturschätze im Nationalpark Delta du Saloum und im  wirtschaftlich von Bedeutung.

## Töchter und Söhne der Ortschaft
- Gina Bass (* 1995), gambische Sprinterin